# Matevž Skok

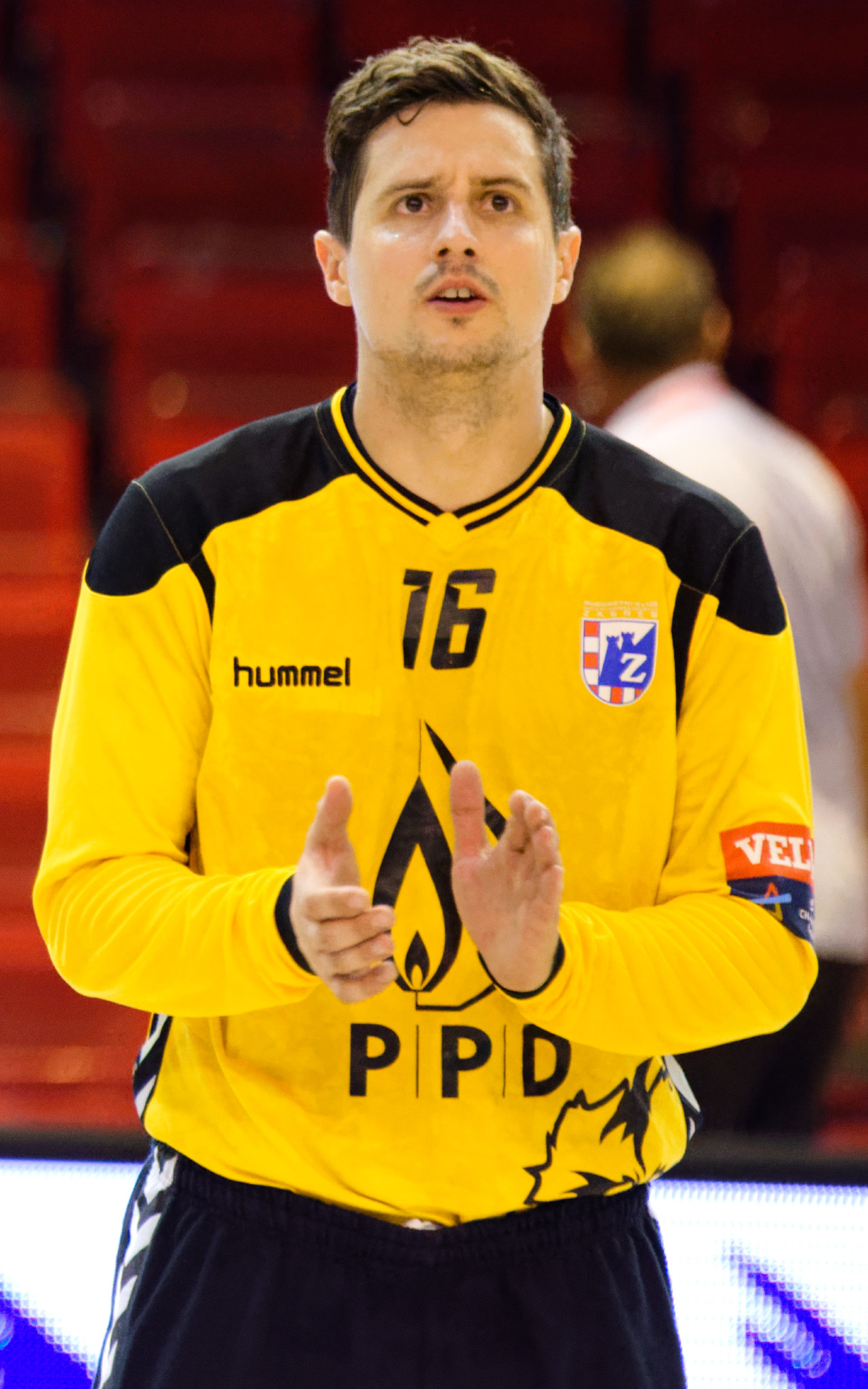
Matevž Skok (2016)

Matevž Skok (* 2. September 1986 in Celje, SR Slowenien, SFR Jugoslawien) ist ein slowenischer Handballtorwart. 
Der 1,88 m große und 95 kg schwere Skok stand seit 2001 im Kader des slowenischen Klubs RK Gorenje Velenje. Im Jahr 2009 wurde er slowenischer Meister und 2003 Pokalsieger. Mit Velenje erreichte er u. a. das Halbfinale im EHF-Europapokal der Pokalsieger 2003/04, das Finale im EHF-Pokal 2008/09, das Achtelfinale in der EHF Champions League 2009/10 und das Viertelfinale im EHF-Pokal 2010/11. Ab 2011 stand er im Tor von Celje Pivovarna Lasko, mit dem er 2014 und 2015 die Meisterschaft sowie 2012, 2013, 2014 und 2015 den Pokal gewann. International erreichte er das Halbfinale im EHF-Europapokal der Pokalsieger 2011/12 sowie das Achtelfinale in der EHF Champions League 2012/13 und 2013/14. Zur Saison 2015/16 wechselte er zum deutschen Bundesligisten TuS N-Lübbecke. 2016 schloss er sich dem kroatischen Verein RK Zagreb an. Im Februar 2018 wechselte er zum portugiesischen Erstligisten Sporting Lissabon. Mit Sporting Lissabon gewann er 2018 die portugiesische Meisterschaft und 2022 den portugiesischen Pokal. Im Sommer 2022 kehrt er zu Gorenje Velenje zurück und gewann 2024 die Meisterschaft.
Matevž Skok steht im Aufgebot der Slowenischen Nationalmannschaft und bestritt bisher 79 Länderspiele. Er stand im erweiterten Kader für die Europameisterschaften 2010 und 2012 sowie die Weltmeisterschaft 2013, wurde letztlich aber nicht für die Turniere nominiert. (Stand: 15. August 2015) Er gehörte bei den Olympischen Spielen 2016 dem slowenischen Kader an. 